# Vértigo (cómic)
Vértigo es nativa de la Tierra Salvaje que obtuvo poderes sobrehumanos a una edad temprana por ingeniería genética. Sus poderes le permiten poner a una persona gravemente mareada e incluso inconsciente.

## Biografía ficticia del personaje
Ella era inicialmente un miembro de los Mutados de la Tierra Salvaje, dotados de poder por Magneto, con quien primero luchó contra la Patrulla X y Spider-Man.

### Merodeadores
Más tarde, aunque no es una mutante, se unió a los Merodeadores, un grupo de mutantes trabajando como asesinos para el enigmático genético conocido como Mister Siniestro. Siniestro quería que sus asesinos destruyeran una gran comunidad de mutantes, conocida como los Morlocks, que vivían bajo Nueva York, como les había considerado  genéticamente inútiles. Los Merodeadores consiguieron aniquilar a un gran número de los mutantes subterráneos. Mientras que los Merodeadores estaban logrando esto, también se enfrentaron con la Patrulla X, X-Factor, Thor, y Power Pack. Con los Merodeadores, también trató de matar a Madelyne Pryor.
Siniestro envió posteriormente a Vértigo junto con los otros Merodeadores para luchar contra la Patrulla X en la ciudad de Nueva York justo antes de la incursión extradimensional conocida como el "Infierno". Al parecer, fue asesinada en la batalla con la Patrulla X. Su alianza con Siniestro fue de corta duración en ese momento, ya que pronto se reunió con su aliados Mutados de la Tierra Salvaje.
Dichos aliados se unen a los más pacíficos de los habitantes de la tierra para resistir un agarre territorial de saurios humanoides. Sus poderes son fundamentales para derrotar al ejército enemigo. Varios Hombres X negocian un acuerdo de paz dejando a los mutados a su suerte una vez más.
Vértigo encontró a los Vengadores en la Tierra Salvaje. Vértigo utiliza sus poderes para dejarles a todos inconscientes y fueron llevados brevemente en cautiverio.

### Merodeadores/Clonados
Vértigo es un miembro de los Merodeadores de Mister Siniestro, así como residente de la Tierra Salvaje. Como Merodeador, ha sido asesinada y clonada varias veces. No está claro si la Vértigo que aparece en la Tierra Salvaje es otro clon o incluso la Vértigo original, aunque parece que la Vértigo original nunca dejó la Tierra Salvaje y no tiene ningún vínculo con los Merodeadores.

### Complejo de Mesías y Muerte
Vértigo vuelve a aparecer más tarde como miembro de los Merodeadores reformados.
Durante Complejo de Mesías, que ayuda a los Merodeadores en busca del nuevo bebé mutante. Durante la primera batalla de la Merodeadora y el Acólito con la Patrulla X en Alaska, ella y Codificador son sacados por Tormenta. Después de entrar en una confrontación con Obispo y, finalmente, poner sus manos sobre el bebé, se une a los otros en la lucha final entre la Patrulla X y X-Factor y los Merodeadores y los Acólitos, sólo para ser asesinada y comida por Depredador X, que fue teletransportado dentro por la mutante Pixie.
Un clon de Vértigo aparece en X-Force #9.
Vértigo apareció como un Hombre X en la Age of X.

## Poderes y habilidades
Vértigo es una mutada mejorada artificialmente que posee la capacidad de proyectar ondas de energía psiónica en su entorno, que afectan el sistema nervioso de otros seres vivos, distorsionando sus percepciones físicas y el sentido del equilibrio. Este poder induce efectos que van desde leve desorientación y vértigo a la inconsciencia. Vértigo puede enfocar su energía en una o más personas, o proyectarla hacia afuera de sí misma en todas las direcciones, lo que afecta a todos dentro de su rango de influencia.
Vértigo no es inmune a sus propias poderes, ya que perdió el equilibrio cuando Thor reflejó sus ondas psíquicas hacia ella con Mjolnir.

## Otras versiones

### Age of X
En la realidad de Age of X, Vértigo apareció como un X-Man.

## En otros medios

### Televisión
- Vértigo también apareció en la serie de televisión X-Men con la voz de Megan Smith. Ella era uno de los seguidores de Mister Siniestro en la Tierra Salvaje. En la serie, sus poderes se ampliaron después de que Mister Siniestro la modificó genéticamente con el ADN de Magneto. Más adelante en la serie animada X-Men se une a los Chicos Malos que trabajaban para Mister Siniestro también.[cita requerida]
- Vértigo aparece primero en Wolverine and the X-Men episodio "Fuerza excesiva", con la voz de Vanessa Marshall. Ella aparece como un miembro de los Merodeadores de Mister Siniestro. Vértigo y Machacador perseguían a Berzerker en las alcantarillas solo para encontrarse con Cíclope. Ella escapó para advertirle a Arco Voltaico como Cíclope las alcanza.  Como Cíclope ataca a Arco Voltaico, Vértigo escapa. Más tarde aparece en el episodio "Las sombras de Grey" donde junto con los otros Merodeadores lucha contra los Hombres X. Ella es derrotada por Emma Frost.[cita requerida]

### Videojuegos
- Vértigo aparece en Deadpool[16] donde es una de los Merodeadores de Mister Siniestro. Ella ataca a Deadpool en las alcantarillas, pero él le dispara y la mata al final del nivel. Otro clon de ella aparece cerca del final y ataca a Deadpool con los otros Merodeadores.